# 細川ガラシャ
細川 ガラシャ（伽羅奢、迦羅奢、Gracia）（ほそかわ ガラシャ、永禄6年（1563年）- 慶長5年7月17日（1600年8月25日））は、戦国時代から安土桃山時代にかけての女性。明智光秀の三女で細川忠興の正室。実名は「たま」（玉/珠）または玉子（たまこ）。法名は秀林院（しゅうりんいん）。キリスト教徒（キリシタン）。
子に、於長（おちょう：前野景定正室）・忠隆・興秋・忠利・多羅（たら：稲葉一通室）などがいる。

## 名称
当時のクリスチャンが名字＋洗礼名で宣教師の資料に記載されていることを根拠に、クリスチャンとしては「細川ガラシャ」を称したと解する学者もいるが、直接の一次資料は存在せず、早くは『中央史壇』1921年10月号西村真次「細川ガラシャ」にみることができる程度である。1920年代に教会から広まった歴史用語である可能性が高い。当時の資料では、越中殿奥方などと表記されている。夫の「細川忠興」も歴史用語に過ぎず、織豊政権下では長岡越中守や羽柴丹後侍従などを名乗り、細川に改称するのは関が原以降（妻の死後）である。
明智玉子が本名であるとされることもあるが、当時の日本では現代や古代と異なり統一的な戸籍が編成されないため、本名（＝戸籍名）なる概念は存在しない（実名＝諱とは異なる）。また古代以来の実名呼称回避の習俗の中で、若い女性が実名を名乗る場面は極めて限定される。特に～子型の諱は、当時の社会通念上女性が叙位・任官の時に対朝廷の名乗りとして使われるにすぎず（その場合は本姓との組み合わせになる）、出生名に使うことは無い。名字（苗字、氏）＋実名＝本名という名前の枠組みは近代の産物に過ぎず、苗字＋～子式の女性名が歴史上出現するのは江戸時代後期、本名（＝戸籍名）としての公的地位を得るのは明治4年、出生名として一般化するのは明治中期以降である。
本人署名は「た」の一字のほか、小侍従宛の手紙では「か」と署名したとおぼしき一通や、夫宛に「からしや」と明記した一通があり、当時の社会通念に照らしても、通称として洗礼名を名乗ったり呼称されていた可能性があるが、当時の公家社会にみられた夫婦同名字に則っていたと仮定した場合「長岡ガラシャ」になるため、いずれにせよ細川ガラシャという名称は妥当でないとの批判がある。「明智ガラシヤ」表記が採られることもあるが、明智光秀も歴史用語であり、天正3年以降名乗りは「惟任日向守光秀」であった。

## 生涯

### 忠興に嫁ぐ

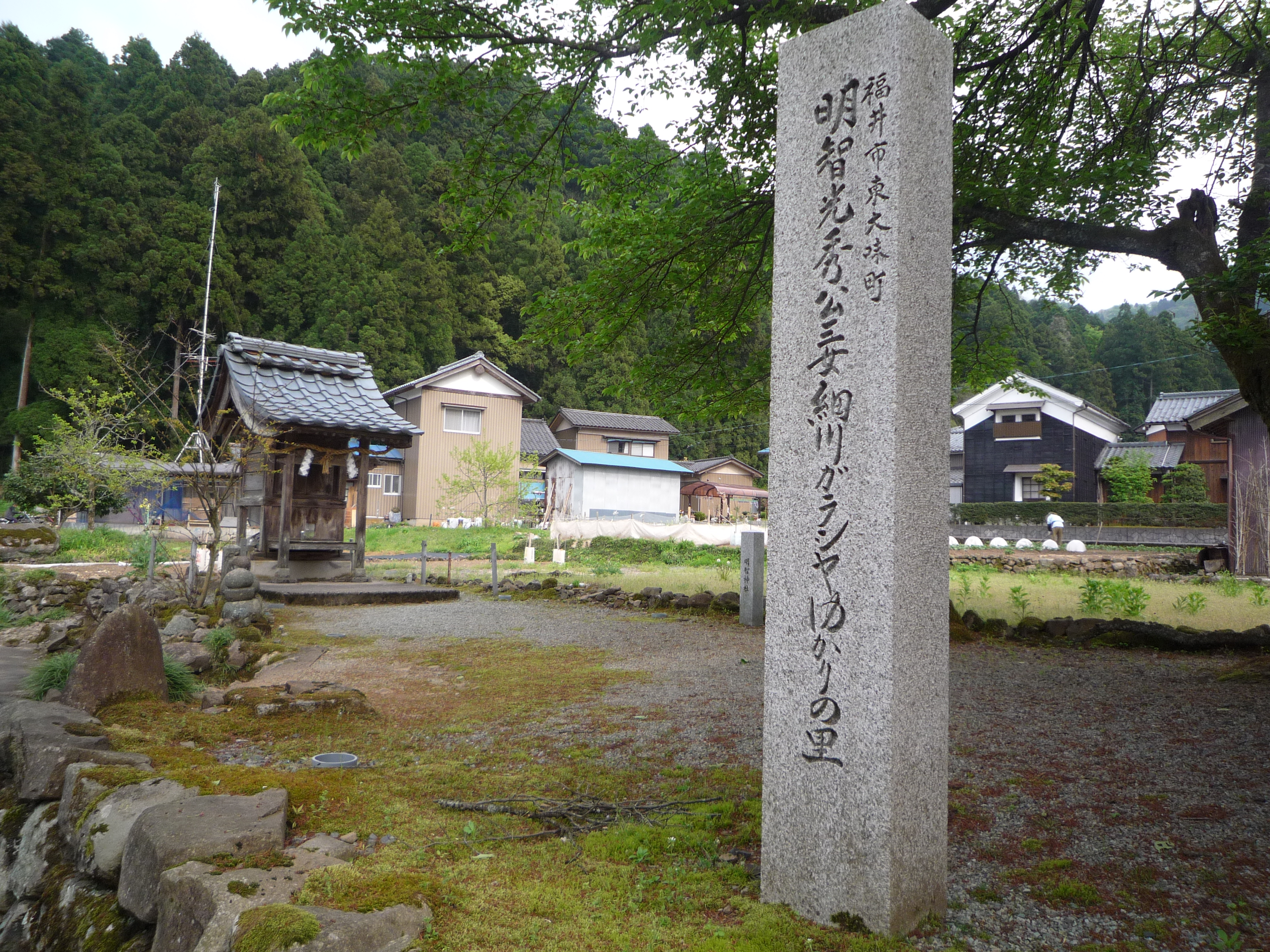
細川ガラシャ生誕の地（明智神社(福井市）

永禄6年（1563年）、越前国で、明智光秀と妻・煕子の間に三女として産まれる（次女説もある）。
天正6年（1578年）8月、父の主君・織田信長の発案により細川藤孝（幽斎）の嫡男・忠興に嫁いだ。信長の構想で家臣間の婚姻を統制しており、ここに主君の命令による婚姻「主命婚」が生まれたと考えられる。
なお､信長が8月11日に明智光秀に出した判物がある(『細川家記』)。光秀の軍功を激賛､幽斎の文武兼備を称え､忠興の武門の棟梁としての器を褒めた内容で､それらの実績を信長が評価したうえで進めた政略結婚であったことが知られるが､この判物の文体が拙劣で戦国期の書式と著しく異なることから偽作の可能性が高いとされている。
天正6年8月、勝龍寺城に輿入れした（『細川家記』）。
天正7年（1579年）には長女（於長）が、同8年（1580年）には長男（細川忠隆、後の長岡休無）が2人の間に生まれた。
勝龍寺城で2年を過ごした後､天正8年8月､夫忠興が丹後12万石を与えられたことから､丹後八幡山城､次いで宮津城に移る｡

### 本能寺の変
天正10年（1582年）6月、本能寺の変が発生。その後の山崎の戦いにおいて父光秀が討たれ、明智家も「謀反人の一族」として追討により尽く誅殺される。
珠も続柄上連座を逃れなかったはずだが、忠興は彼女と離縁することはせず、天正12年（1584年）まで彼女を丹後国の味土野(みどの)（現在の京都府京丹後市弥栄町）に幽閉した。この間の彼女を支えたのは、結婚する時に付けられた小侍従や、細川家の親戚筋にあたる清原家の清原マリア（公家・清原枝賢の娘）らの侍女達だった。
京丹後市弥栄町須川には細川ガラシャ隠棲地の碑（「細川忠興夫人隠棲地」と刻む）が建立されている。
当時､離婚となると妻は里方に帰されるのが普通であった｡それをしなかったのは､明智家がすぐに滅んだという事情もあるが、明智家の「茶屋」があった味土野に送られたことや、幽閉時代に子を出産していることから、忠興が珠への愛情を断ち切れなかったからではないかとの主張がある。一方、珠は丹波国船井郡三戸野に滞在しており、丹後国の味土野幽閉説は史実としてはほとんど成立する余地がないとする反論もある。

### キリシタンへ
天正12年（1584年）3月、信長の死後に覇権を握った羽柴秀吉の取り成しもあって、忠興は珠を細川家の大坂屋敷に戻し、監視した。それまでは出家した舅・藤孝とともに禅宗を信仰していた珠だったが、忠興が高山右近から聞いたカトリックの話をすると心を魅かれていった。しかし改宗に至る内面的な動機は詳細不明である。
天正14年（1586年）、忠利（幼名・光千代）が生まれたが、病弱のため、珠は日頃から心配していた。天正15年（1587年）2月11日（3月19日）、夫の忠興が九州へ出陣すると（九州征伐）、彼女は彼岸の時期である事を利用し、侍女数人に囲まれて身を隠しつつ教会に行った。教会ではそのとき復活祭の説教を行っているところであり、珠は日本人のコスメ修道士にいろいろな質問をした。コスメ修道士は後に「これほど明晰かつ果敢な判断ができる日本の女性と話したことはなかった」と述べている。珠はその場で洗礼を受ける事を望んだが、教会側は彼女が誰なのか分からず、彼女の身なりなどから高い身分である事が察せられたので、洗礼は見合わされた。細川邸の人間たちは侍女の帰りが遅いことから珠が外出したことに気づき、教会まで迎えにやってきて、駕籠で珠を連れ帰った。教会は1人の若者にこれを尾行させ、彼女が細川家の奥方であることを知った。
再び外出できる見込みは全くなかったので、珠は洗礼を受けないまま、侍女を通じた教会とのやりとりや、教会から送られた書物を読むことによって信仰に励んでいた。この期間にマリアをはじめとした侍女たちを教会に行かせて洗礼を受けさせている。しかし九州にいる秀吉がバテレン追放令を出したことを知ると、珠は宣教師たちが九州に行く前に、大坂に滞在していたイエズス会士グレゴリオ・デ・セスペデス神父の計らいで、自邸でマリアから密かに洗礼を受け、ガラシャ（Gratia、ラテン語で恩寵・神の恵みの意。ただしラテン語名に関して、ローマ・バチカン式発音により近い片仮名表記は「グラツィア」）という洗礼名を受けた。
バテレン追放令が発布されていたこともあり、九州から帰国した忠興は受洗を怒り棄教させようとしたが、珠は頑としてきかず、ついに忠興も黙認することになった。

### 壮絶な最期

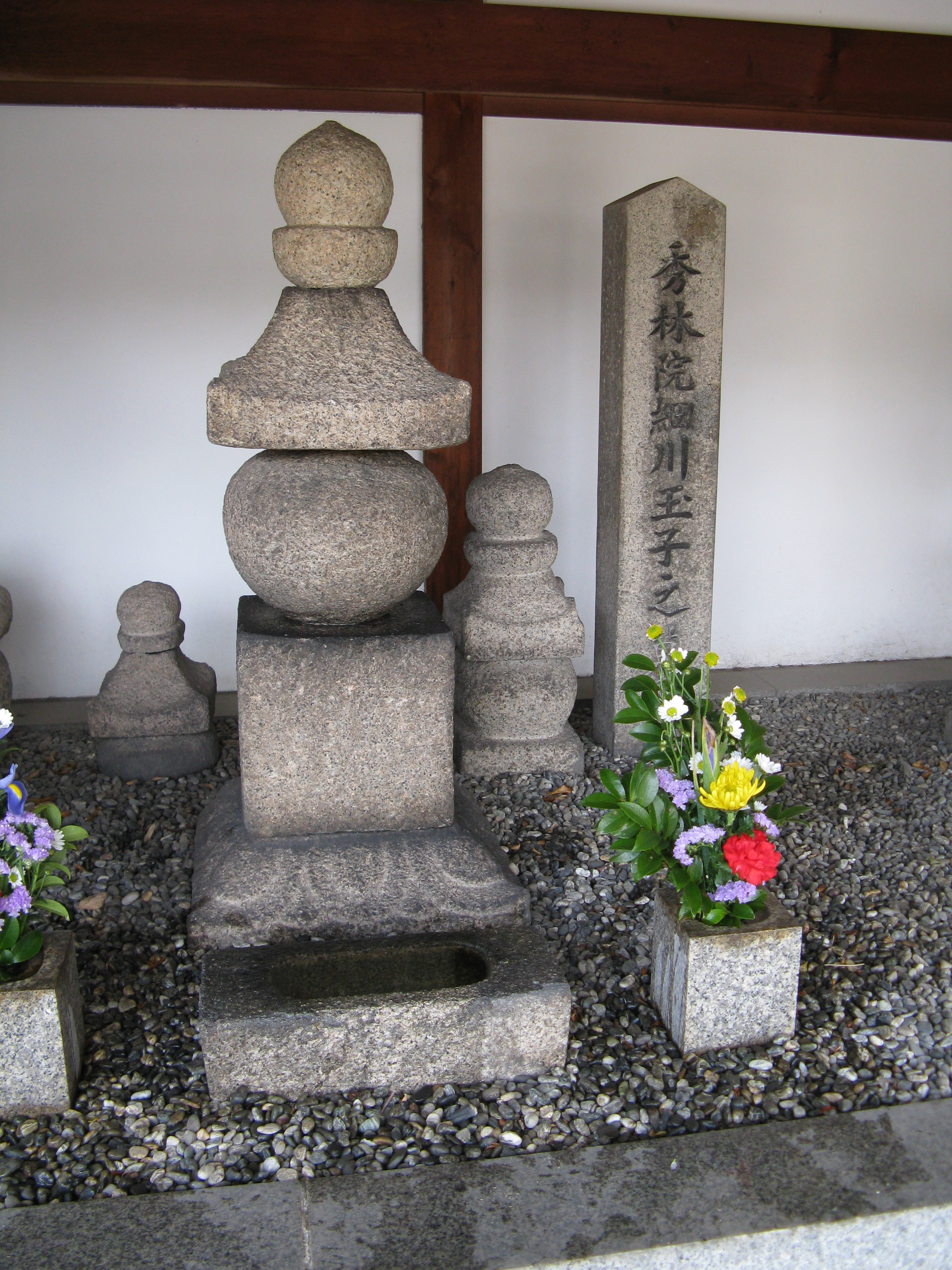
崇禅寺のガラシャの墓

九州から帰還した忠興は「5人の側室を持つ」と言い出すなど、ガラシャに対して辛く接するようになる。ガラシャは「夫と別れたい」と宣教師に告白した。キリスト教（カトリック教会）では離婚は認められないこともあり、宣教師は「誘惑に負けてはならない」「困難に立ち向かってこそ、徳は磨かれる」と説き、思いとどまるよう説得した。
慶長5年（1600年）7月16日（8月24日）、忠興は徳川家康に従い、上杉征伐に出陣する。忠興は屋敷を離れる際は「もし自分の不在の折、妻の名誉に危険が生じたならば、日本の習慣に従って、まず妻を殺し、全員切腹して、わが妻とともに死ぬように」と屋敷を守る家臣たちに命じるのが常で、この時も同じように命じていた。
この隙に、西軍の石田三成は大坂玉造の細川屋敷にいたガラシャを人質に取ろうとしたが、ガラシャはそれを拒絶した。その翌日、三成が実力行使に出て兵に屋敷を囲ませた。家臣たちがガラシャに全てを伝えると、ガラシャは少し祈った後、屋敷内の侍女・婦人を全員集め「わが夫が命じている通り自分だけが死にたい」と言い、彼女たちを外へ出した。その後、自殺はキリスト教で禁じられているため、家老の小笠原秀清（少斎）がガラシャを介錯し、遺体が残らぬように屋敷に爆薬を仕掛け火を点けて自刃した。辞世の句は「散りぬべき 時知りてこそ 世の中の 花も花なれ 人も人なれ」。
死の数時間後、神父ニェッキ・ソルディ・オルガンティノは細川屋敷の焼け跡を訪れてガラシャの骨を拾い、堺のキリシタン墓地に葬った。忠興はガラシャの死を悲しみ、慶長6年（1601年）にオルガンティノに教会葬を依頼して葬儀にも参列し、後に遺骨を大坂の崇禅寺へ改葬した。他にも、京都大徳寺塔頭・高桐院や、肥後熊本の泰勝寺等、何箇所かガラシャの墓所とされるものがある。法諡は秀林院殿華屋宗玉大姉。
なお、細川屋敷から逃れた婦人のなかには、ガラシャの子・忠隆の正室で前田利家の娘・千世もいたが、千世は姉・豪姫の住む隣の宇喜多屋敷に逃れた。しかし、これに激怒した忠興は、忠隆に千世との離縁を命じ、反発した忠隆を勘当・廃嫡した。彼女の死後、忠利が興秋を差し置いて家督を相続、不満を抱いた興秋が大坂の陣で豊臣側に与する原因となった。
石田方はガラシャの死の壮絶さに驚き、諸大名の妻子を人質に取る作戦はむやみに拡大しなかった。

#### 異説
一般には上記の通り、玉子はキリシタンの戒律及び夫の命を守り、自害することなく、少斎の手にかかって死亡したとされる。しかし太田牛一の『関ヶ原御合戦双紙』蓬左文庫本では、自ら胸を刺した、とあり、河村文庫本ではさらに、10歳の男児と8歳の女児を刺殺した後に自害した、とある。
『言経卿記』慶長五年七月十八日条にも「大坂にて長岡越中守女房衆自害。同息子十二才・同妹六才ら、母切り殺し、刺し殺すなりと云々。」とあり、玉子の子供たちの犠牲について、当時噂になっていたことが窺える。また、侍女らが全員脱出した、との点に関しても、三浦浄心『見聞集』には「御内儀竝子息弐人、供の女三人自害」とあり、少斎の他にも殉死者がいたとの噂は広がっていたようである。
なお、細川家の系図（『熊本藩世系』）では忠興の12人の子のうち玉子所生は長男・忠隆（天正8年生）、次男・興秋（天正11年生）、長女・長（天正7年生、前野長重室）、三男・忠利（天正14年生）、三女・多羅（天正16年生、稲葉一通室）の5人とされており、当時13歳だった多羅に、さらに同母の弟妹がいたとは認められていない。

## 人物
- キリシタンの宣教師が彼女の性格を評したものや『細川記』に採録されている逸話を見ると、気位が高く激しい性格の持ち主であったらしい[27]。しかしキリストの教えを知ってからは、謙虚で忍耐強く穏やかになったという。
- いったん事がある時は甲冑をつけ馬に乗り敵に向かっても、私は男にさまで劣るまいと語った[27]。
- 夫・忠興が家臣を手討ちにして、その刀の血を彼女の小袖で拭っても動ずることなく、そのまま数日間も着替えないので、結局は忠興が詫びて着替えてもらった[27]。
- 忠興がある夜、彼女の部屋に入ってきて「小夜ふけて入たる物は何やらん」と戯れてうたいかけると､即座に「ともしび消えて閨の星かげ」と答えたとされる[27]。
- 辞世の句として『細川家記』の編著者が記している「散りぬべき 時知りてこそ 世の中の 花も花なれ 人も人なれ」は有名である。例えば、静岡県知事の川勝平太が2024年に辞職する際にも引用し話題となった[32][33]。
- ガラシャ自筆の手紙は、国立国会図書館（松本文書）に10通[34]、永青文庫に4通、東京国立博物館に1通（細川忠興宛） [35]、熊本県立美術館（三宅家文書）に1通（三宅重利宛）、小侍従の子孫である松本家に1通、の計17点が確認されている。しかしそれらを比べてみると、同一人物が書いていたとは思えないほど書風に差があり、署名だけはガラシャ自筆で、それ以外は右筆が書いた手紙が混ざるとも推測される。宛先の大半は小侍従で、文面からも彼女に対するガラシャの深い信頼が窺える。内容も豊富で、奥向の長として夫・忠興に対する気遣いや、使用人への扱い、上方への贈答や節句の準備の指示などが綴られている[36]。
- 嫡男で後に廃嫡となった細川忠隆の娘が西園寺実晴に嫁いだことから孝明天皇の実母である正親町雅子へと繋がることになり、つまり今上天皇ほか現在の皇室にはガラシャの血が受け継がれていることになる[注釈 4][37][38]。

## 略歴
| 年         | 珠の略歴                                                                | 忠興の動向                           | 実子の事績               | 備考                             |
| ---------- | ----------------------------------------------------------------------- | ------------------------------------ | ------------------------ | -------------------------------- |
| 1563年     | 越前にて出生                                                            | 京都にて出生                         |                          | 細川京兆家の晴元死去             |
| 1578年     | 長岡忠興と勝龍寺城にて結婚                                              | 明智珠と勝龍寺城にて結婚             |                          |                                  |
| 1579年     |                                                                         |                                      | 長女・ちょう誕生         | 明智光秀、丹波平定               |
| 1580年     | 丹後・宮津城へ転居                                                      | 父・藤孝が丹後半国を拝領             | 長男・忠隆誕生           |                                  |
| 1581年     |                                                                         | 京都御馬揃えに参加                   |                          |                                  |
| 1582年     | 味土野に幽閉                                                            | 父より長岡家督を継承                 |                          | 本能寺の変                       |
| 1583年     | 幽閉状態                                                                | 賤ヶ岳の戦いに参加                   | 次男・興秋誕生           |                                  |
| 1584年     | 大坂に転居                                                              | 小牧・長久手の戦いに参加             |                          |                                  |
| 1585年     |                                                                         | 紀州征伐に参加                       |                          | 秀吉が関白就任                   |
| 1586年     |                                                                         |                                      | 三男・忠利誕生           | 天正地震                         |
| 1587年     | 大坂の教会を初訪問。受洗しガラシャと名乗る （離婚を考えるが思い留まる） | 九州征伐に参加                       | 次男・興秋が受洗         | バテレン追放令発布               |
| 1588年     |                                                                         |                                      | 次女・たら誕生           |                                  |
| 1590年     |                                                                         | 小田原征伐に参加                     |                          |                                  |
| 1591年     |                                                                         |                                      |                          | 秀次が関白就任、秀吉は太閤に     |
| 1592年     |                                                                         | 晋州城攻防戦に参加                   |                          | 文禄の役                         |
| 1593年     |                                                                         | 晋州城攻防戦に参加                   |                          | 文禄の役                         |
| 1595年     | 忠興に信仰を告白                                                        | 屋敷内に小聖堂を造る                 | 次女・たらが受洗         | 秀次事件                         |
| 1596年     |                                                                         |                                      | 長女・おちょうが受洗     | 慶長大地震・サン＝フェリペ号事件 |
| 1597年     |                                                                         |                                      |                          | 慶長の役開始・二十六聖人の殉教   |
| 1598年     |                                                                         |                                      |                          | 秀吉死去・慶長の役終了           |
| 1599年     |                                                                         | 三成屋敷を襲撃                       |                          |                                  |
| 1600年     | 大坂・細川屋敷にて死去                                                  | 関ケ原の戦いに参加。長男・忠隆を廃嫡 | 三男・忠利が後継ぎとなる |                                  |
| （1601年） |                                                                         | ガラシャの葬儀を教会葬で行う         |                          |                                  |

## 音楽つき戯曲「強き女」
ガラシャの改宗の様子は、当時日本に滞在中のイエズス会宣教師たちが本国に報告していたが、そのような文献を通じて伝わった情報をもとに、ガラシャの実話に近い内容のラテン語の戯曲「強き女...またの名を、丹後王国の女王グラツィア」が制作されることになった。この戯曲は神聖ローマ皇后エレオノーレ・マグダレーネの聖名祝日（7月26日）の祝いとして、1698年7月31日にウィーンのイエズス会教育施設において、音楽つきの劇の形で初演された。脚本は当時ハプスブルク家が信仰していたイエズス会の校長ヨハン・バプティスト・アドルフが書き、音楽はヨハン・ベルンハルト・シュタウトが作曲した。
アドルフは、この戯曲の要約文書において、物語の主人公は「丹後王国の女王グラツィア」であると述べている。さらに、彼が執筆に際して直接の典拠としたのは、コルネリウス・ハザルト著「教会の歴史－全世界に広まったカトリック信仰」の独訳本の第1部第13章、「日本の教会史－丹後の女王の改宗とキリスト信仰」であったことをも明記している。
戯曲では、グラツィア（＝ガラシャ）の死が殉教として描かれている。夫である蒙昧かつ野蛮な君主の悪逆非道に耐えながらも信仰を貫き、最後は命を落として暴君を改心させたという、キリスト教信者に向けた教訓的な筋書きである。この戯曲はオーストリア・ハプスブルク家の姫君たちに特に好まれたとされる。

## ガラシャを主題とした作品
小説
- 芥川龍之介『糸女覚え書』
- 司馬遼太郎「胡桃に酒」（短編集『故郷忘じがたく候』に収録）
- 三浦綾子『細川ガラシャ夫人』
- 永井路子『朱なる十字架』
- 宮木あや子『ガラシャ』
- 山田風太郎「忍法ガラシャの棺」（短編集『忍法聖千姫』に収録）
- 遠藤周作「日本の聖女」（短編集『夫婦の一日』に収録）
- 佐藤雫 『花散るまえに』

戯曲
- 『強き女、そして彼女の、真珠にも勝る貴さ。またの名を、丹後王国の女王グラツィア。キリスト信仰のために幾多の苦難を耐え抜いた誉れ高き女性』（ウィーン、1698年ヨハン・バプティスト・アドルフ台本、ヨハン・ベルンハルト・シュタウト

オペラ
- ヴィンチェンツォ・チマッティ『細川ガラシャ』

楽曲
- 鈴木静一『劇的序楽「細川ガラシャ」』（1968年）
- さくらゆき『落花流水』（作詞：遠野ゆき、作曲：石野竜三）

アニメ
- まんが日本絵巻（1977年-1978年 ワールドテレビジョン）第16話 この子らに愛を 聖母細川ガラシャ

漫画
- 香坂鹿の子『細川ガラシア』（2017年 ビーグリー 電子書籍）
- 東園子『濃姫・お市の方・細川ガラシャ』（2019年、和田奈津子 シナリオ、河合敦 監修、集英社、ISBN 978-4-08-241102-2）
- 瀧玲子『細川ガラシャ : 戦国人物伝』（2022年 すぎたとおる 原作、加来耕三 企画・構成・監修、ポプラ社、ISBN 978-4-591-12538-0）

## ガラシャを主題とした祭
- 長岡京ガラシャ祭（京都府長岡京市） 玉（ガラシャ）が勝龍寺城に輿入れした史実にちなんだ祭で、毎年11月第2日曜に開催される。輿入れ行列や婚礼の儀などが行われる。玉が輿入れした勝龍寺城跡を勝竜寺城公園として整備した1992年から毎年開催されている[50]。

## ガラシャが登場する映画・テレビドラマなど
- 乱世の白百合（細川ガラシャ） (映画)（邦題：戦国異聞） （1952年・リリア・アルバ社 演：五月信子）
- 聖女像 （1960年・TBS 演：香川京子）
- 敵は本能寺にあり （1960年・松竹映画 演：岸恵子）
- 徳川家康 （1964年・テレビ朝日 演：村松英子）
- 大坂城の女 （1970年・関西テレビ 演：八千草薫）
- 国盗り物語 （1973年・NHK大河ドラマ 演：林寛子）
- 黄金の日日 （1978年・NHK大河ドラマ 演：島田陽子）
- おんな太閤記 （1981年・NHK大河ドラマ 演：岡まゆみ）
- 関ヶ原 （1981年・TBS 演：栗原小巻）
- 魔界転生 （1981年・東映映画 演：佳奈晃子）
- 徳川家康 （1983年・NHK大河ドラマ 演：丸尾りえ）
- 女たちの百万石 （1988年・日本テレビ 演：池内淳子）
- 徳川家康 （1988年・TBS 演：加納みゆき）
- 信長 KING OF ZIPANGU （1992年・NHK大河ドラマ 演：今村恵子）
- 織田信長 （1994年・テレビ東京 演：戸田菜穂）
- 秀吉 （1996年・NHK大河ドラマ 演：田村英里子）
- 葵 徳川三代 （2000年・NHK大河ドラマ 演：鈴木京香）
- 利家とまつ〜加賀百万石物語〜 （2002年・NHK大河ドラマ 演：中西夏奈子）
- 国盗り物語 （2005年・テレビ東京 演：石川梨華）
- 功名が辻 （2006年・NHK大河ドラマ 演：長谷川京子）
- 明智光秀〜神に愛されなかった男〜 （2007年・フジテレビ 演：佐々木麻緒）
- 江〜姫たちの戦国〜 （2011年・NHK大河ドラマ 演：ミムラ）[51]
- 利休にたずねよ （2013年・東映映画 演：黒谷友香）
- 真田丸 （2016年・NHK大河ドラマ 演：橋本マナミ）
- 舞台 刀剣乱舞 （2020年-2022年・演：七海ひろき）
- 麒麟がくる （2020年・NHK大河ドラマ 演：岡部明花俐/岡部光花俐→志水心音→竹野谷咲→芦田愛菜）
- 光秀のスマホ （2020年・NHK 演：湯本柚子→松澤可苑）
- SHOGUN 将軍　(2024年・FX製作 Disney+配信 演：アンナサワイ)

## 関連文献
- 宮島真一『貴理至端之精華 伽羅奢細川玉子夫人 —生誕四百年記念—』中央出版社、1965年10月30日。NDLJP:3004665。(要登録)